# Río Suda
El Suda (en ruso: Суда) es un río que se encuentra en los raiones de Babáyevo, Kadui y Cherepovets en la óblast de Vologda, en Rusia. Desemboca en el embalse de Rýbinsk del Volga. Tiene una longitud de 184 kilómetros, una cuenca de 13 500 kilómetros cuadrados y un caudal medio de 134 metros cúbicos por segundo. Sus principales afluentes son el Shogda, el Andoga, el Kolp, el Voron y el Petukh.
El origen del Suda es la confluencia del Koloshma y el Nozhema en el noroeste del raión de Babáyevo de la óblast de Vologda, cerca de la frontera con la óblast de Leningrado. El río fluye en dirección general al sureste. Casi todo el valle del Suda está poblado. El pueblo de Borisovo-Sudskoye, situado en el curso superior del río, lleva el nombre del Suda. Entre 1927 y 1959 fue un centro administrativo del raión de Borisovo-Sudsky de las óblast de Leningrado y Vologda. En Borisovo-Sudskoye se encuentra la histórica mansión de Khvalevskoye, situada en una orilla del río Suda de 30 metros de altura.
En el curso inferior, entre las desembocaduras del Kolp (izquierda) y del Andoga (derecha) el Suda discurre cerca del asentamiento de tipo urbano de Kadui, centro del raión de Kadui, situado en la orilla izquierda. La desembocadura del Suda se encuentra en el asentamiento de Suda, y el curso inferior es esencialmente una bahía del embalse de Rýbinsk.

Mapa de la cuenca del embalse de Rybinsk. El río Suda se muestra en el mapa.

La cuenca del río Suda comprende una amplia zona en el oeste de la óblast de Vólogda, en particular, casi todo el raión de Babáyevo, casi todo el raión de Kadui, grandes zonas en los raiones de Belozersk y Cherepovets de la óblast de Vólogda y en el distrito de Boksitogorsky de la óblast de Leningrado, así como zonas menores en los raiones de Výtegra y Ústiuzhna de la óblast de Vólogda y en los raiones de Tikhvinsky y Podporozhsky de la óblast de Leningrado. En la cuenca del río Suda hay muchos lagos, en su mayoría de origen glaciar. El mayor de los lagos es el de Andozero, en el raión de Belozersk.
El curso inferior de la Suda ( 22 km ) figura en el Registro Estatal de Aguas de Rusia como navegable, sin embargo, no hay navegación para pasajeros.
Russian Caviar House, el mayor productor de caviar negro de Rusia, utiliza pozos de peces vivos en el Suda, en los que el agua permanece caliente durante todo el año debido al agua limpia del sistema de refrigeración por una presa que regula el nivel del agua en el estanque de enfriamiento.